# Фортеця Рабат
Фортеця Ахалцихе (груз. ახალციხის ციხე) — фортифікаційна споруда в Ахалцихе, Грузія. Спочатку, в IX столітті, фортеця була заснована як замок Ломіса, а потім була повністю перебудувана за часів Османської імперії. Більшість будівель, що збереглися, датуються XVII та XVIII століттями.

## Історія

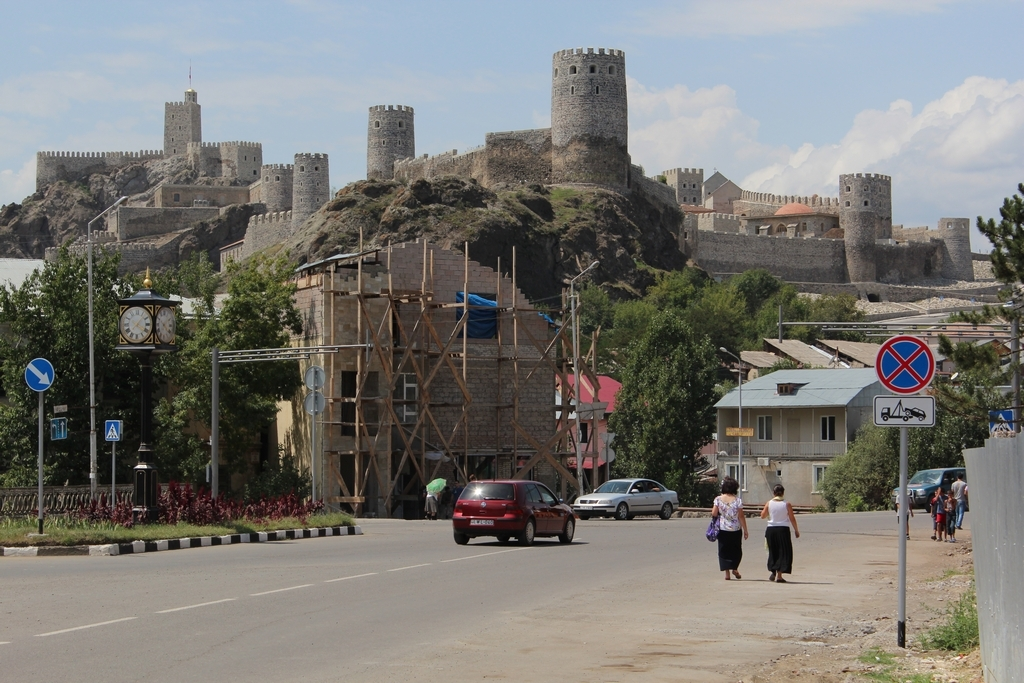
Фортеця Рабат в Ахалцихе, вид з міста

Згідно з «Картліс цховреба» (збірки грузинських літописів), місто було засноване в IX столітті Ґуарамом Мампалом — сином короля Тао. З XIII по кінець XIV століття воно було столицею Самцхе-Саатабаго, яким керували грузинські князівські родини (мтавари) і правляча династія князівства Самцхе — родина Джакелів.
У 1393 році на місто напала армія Тимура. Незважаючи на турко-монгольські навали, фортеця витримала і продовжувала процвітати. Після Стамбульської угоди 1590 року вся територія Самцхе-Саатабаго потрапила під правління Османської імперії. Турки в основному будували оборонні споруди. У 1752 році в Рабаті була побудована перша мечеть.
У кінці XVIII століття Митрополит Іоан пише, що «незважаючи на те, що значна частина населення була ісламізована, все ще діє православна церква». Після підписання Георгіївського трактату між Картлійським царством та Російською імперією постало питання про долю Ахалцихе. Перша спроба взяти фортецю у 1810 році зазнала невдачі. Граф Паскевич успішно штурмував фортецю 18 років потому, у великій Ахалцихській битві. Після Адріанопольського мирного договіру 1829 року османи поступилися частиною Ахалцихського регіону.
Фортеця та прилеглі до неї будівлі були капітально перебудовані та відремонтовані у 2011-2012 роках, для того щоб залучити більше туристів до району.

## Опис
Територія фортеці Рабат займає площу 7 га і розділена на дві частини: вища частина — історичне серце архітектурного ансамблю і нижня частина — більш сучасна. У верхній частині знаходяться історичний музей Самцхе-Джавахеті, який розташований у предковічному замку Джакелі, мечеть Хаджі Ахмеда-паші або мечеть Ахмеда, медресе, гробниця Пачі, православна церква IX століття, цитадель і амфітеатр. Нижню частину фортеці займають споруди, які обслуговують туристів: готель, ресторан, два кафе-бари, винний льох, фірмові магазини та РАГС.

## Реставрація
У травні 2011 року розпочалася реконструкція фортеці Рабат, яка супроводжувалася відновленням та добудовою багатьох зруйнованих будівель. З цією метю уряд Грузії виділив із державного бюджету 34 мільйони ларі. У рамках проєкту на території фортеці було оновлено мечеть Ахмедія, мінарет мечеті, медресе, замок Джакелі, бані, цитадель, стіни фортеці і православну церкву. Також було відновлено тунель, що веде до річки Потсхові. Відповідно до проєкту було відремонтовано дві основні вулиці фортеці, облаштовано тротуар, відновлено фасади та дахи будівель.

## Панорама

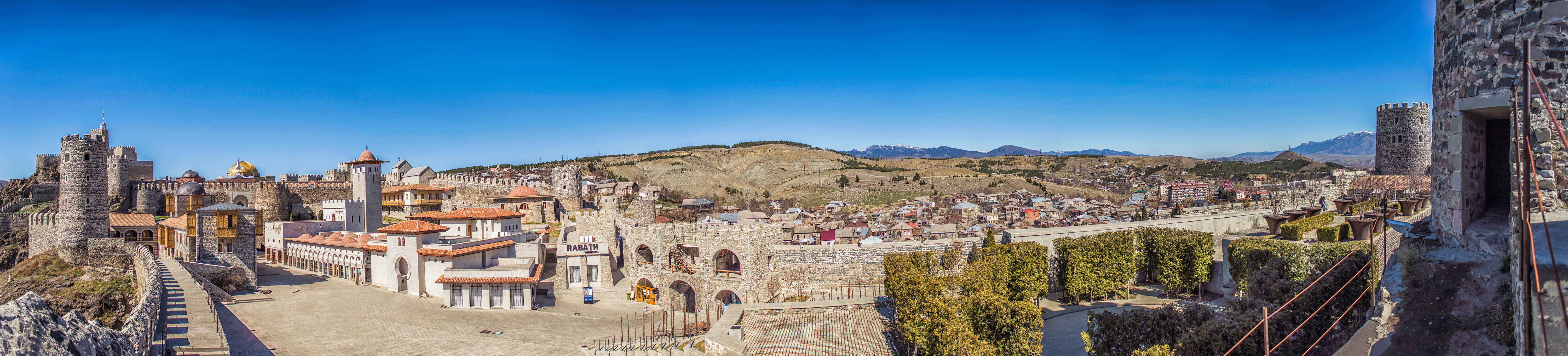
Панорама фортеці Рабат